# Herenilson
Herenilson Caifalo do Carmo (sinh ngày 27 tháng 8 năm 1996), thường gọi Herenilson, là một cầu thủ bóng đá người Angola hiện tại thi đấu ở vị trí tiền vệ cho Primeiro de Agosto.

## Thống kê sự nghiệp

### Câu lạc bộ
Tính đến 9 tháng 6 năm 2019.
| Câu lạc bộ          | Mùa giải            | Giải vô địch        | Giải vô địch | Giải vô địch | Cúp     | Cúp       | Châu lục | Châu lục  | Khác    | Khác      | Tổng cộng | Tổng cộng |
| Câu lạc bộ          | Mùa giải            | Hạng đấu            | Số trận      | Bàn thắng    | Số trận | Bàn thắng | Số trận  | Bàn thắng | Số trận | Bàn thắng | Số trận   | Bàn thắng |
| ------------------- | ------------------- | ------------------- | ------------ | ------------ | ------- | --------- | -------- | --------- | ------- | --------- | --------- | --------- |
| Petro Luanda        | 2016                | Girabola            | 26           | 1            | 2       | 0         | –        | –         | 0       | 0         | 28        | 1         |
| Petro Luanda        | 2017                | Girabola            | 25           | 0            | 5       | 0         | –        | –         | 0       | 0         | 30        | 0         |
| Petro Luanda        | 2018                | Girabola            | 26           | 0            | 0       | 0         | 4        | 0         | 0       | 0         | 16        | 0         |
| Petro Luanda        | 2018–19             | Girabola            | 27           | 1            | 3       | 0         | 11       | 0         | 0       | 0         | 41        | 1         |
| Tổng cộng sự nghiệp | Tổng cộng sự nghiệp | Tổng cộng sự nghiệp | 104          | 2            | 10      | 0         | 15       | 0         | 0       | 0         | 129       | 2         |

Ghi chú
1. 1 2 3  Appearances ở Taça de Angola
2. 1 2  Appearances in the CAF Confederation Cup

### Quốc tế
Tính đến các trận đấu diễn ra ngày 16 tháng 11 năm 2021.
| Đội tuyển quốc gia | Năm       | Số trận | Bàn thắng |
| ------------------ | --------- | ------- | --------- |
| Angola             | 2016      | 2       | 0         |
| Angola             | 2017      | 10      | 0         |
| Angola             | 2018      | 9       | 0         |
| Angola             | 2019      | 7       | 0         |
| Angola             | 2020      | 4       | 0         |
| Angola             | 2021      | 5       | 0         |
| Tổng cộng          | Tổng cộng | 37      | 0         |